# Homa (ritual)

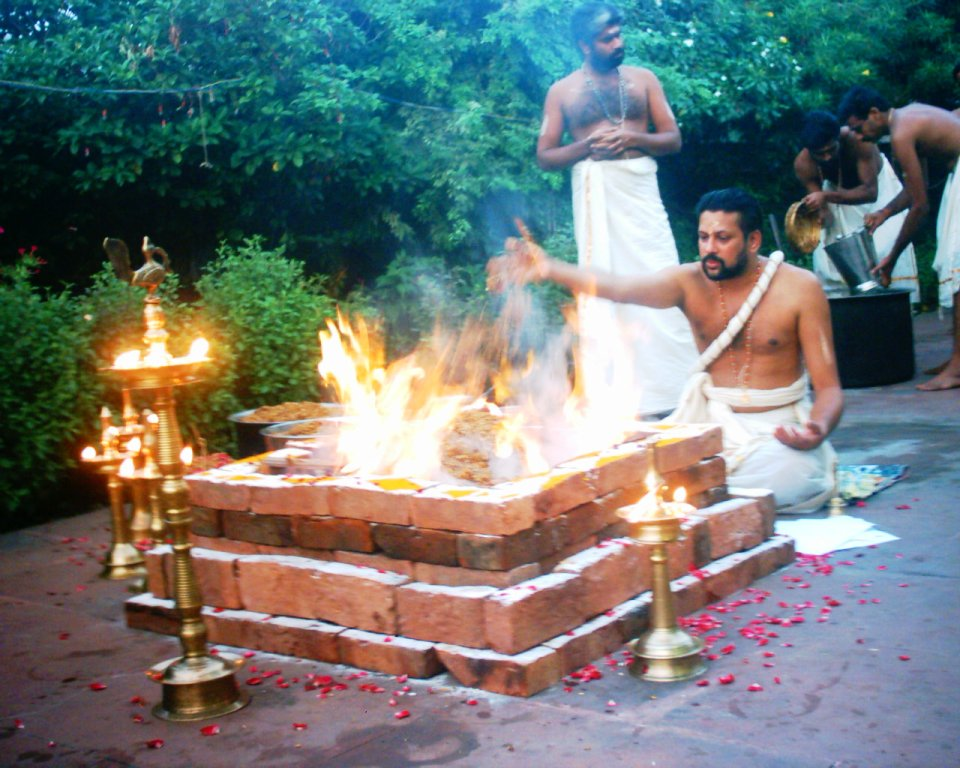
Realización de un ritual joma.

Joma (también denominado jomam o javan) es un término en sánscrito que se refiere a cualquier ritual en el que la acción principal es la realización de ofrendas en un fuego consagrado.
Su práctica se remonta a los rishis (sabios religiosos) del periodo védico (entre el 1500 y el 800 a. C.).
En la actualidad, las palabras joma y javan son intercambiables con la palabra Iagñá.
Los jomas son una importante práctica religiosa en el hinduismo (como parte de la mayoría de las ceremonias de los samskaras o sacramentos religiosos), en el budismo (en particular, en las tradiciones vajrayāna de los tibetanos y japoneses) y en el jainismo.

## Nombre sánscrito
- homa, en el sistema AITS (alfabeto internacional para la transliteración del sánscrito).[3]
- हवन, en escritura devanagari del sánscrito.[3]
- Pronunciación:
  - /jóma/ en sánscrito[3] o bien
  - /jóm/ en varios idiomas modernos de la India (como el bengalí, el hindí, el maratí o el palí).
- Etimología: está relacionado con el verbo ju, que significa ‘realizar un sacrificio’ (especialmente ‘derramar mantequilla en un fuego’), ‘presentar en oblación’, ‘sacrificar’, ‘adorar’ u ‘honrar’, ‘salpicar’, ‘comer’ (un dios).[4]

Este verbo está relacionado también con la palabra jotri (sacerdote que realiza sacrificios joma).

## Procedimiento

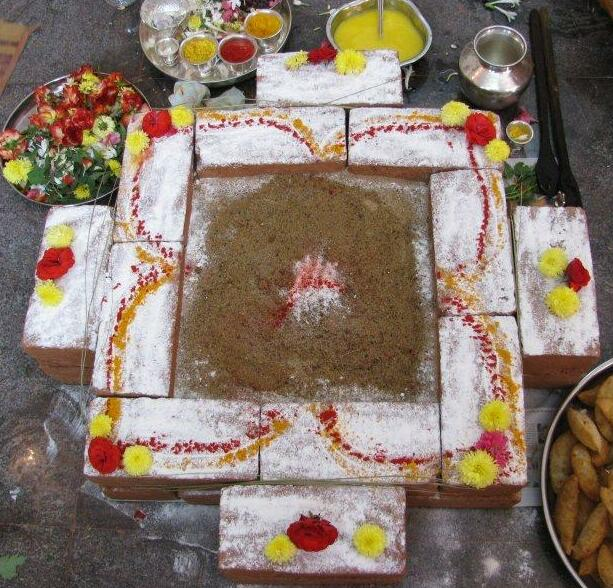
Un joma-kunda (altar para realizar el sacrificio de fuego joma).

Aunque un fuego consagrado es el elemento central de todo ritual joma, el procedimiento y los elementos que se ofrendan al fuego varían según la ocasión de la ceremonia, o de acuerdo al beneficio esperado del ritual. Los procedimientos implican siempre:
- La leña y consagración del fuego del sacrificio;
- La invocación de una o más divinidades; y
- La realización de ofrendas (ya sea reales o espirituales) para con el fuego como medio, mientras se recitan las oraciones y mantras prescritos.

El fuego consagrado constituye el foco de devoción, que se alimenta con combustibles tales como estiércol, madera, coco seco (copra) y otros combustibles. El altar de fuego (vedi, joma-kunda o javan-kunda) es generalmente de ladrillo o de piedra o se realiza en un recipiente de cobre, y casi siempre se construye específicamente para la ocasión, siendo desmantelado inmediatamente después. Este altar del fuego es siempre construido con una forma cuadrada. Aunque ocasionalmente se construyen vedis de grandes dimensiones jomas públicos, el altar habitual puede ser tan pequeño como de 30 cm × 30 cm y rara vez supera los 3 × 3 metros. Mientras que los altares en eventos públicos puede incluir un hoyo en la tierra para crear un receptáculo relativamente profundo, los altares habituales no se excavan, al contrario por lo general se elevan algunos centímetros por encima del suelo.
Siempre, el altar está centrado en el medio de un espacio, que puede ser al aire libre o en interiores. Las personas que llevan a cabo la ceremonia y los sacerdotes que los guían en los rituales propios se sientan alrededor del altar, mientras que la familia, amigos y otros devotos forman una rueda alrededor. La duración y el procedimiento de un joma depende de la finalidad para la cual se lo lleva a cabo; existen numerosos tipos diferentes de joma, y la lista que se da a continuación es solo ilustrativa.
La ceniza remanente de un joma se considera sagrada, y los presentes se la untan en la frente.

## Algunos jomas comunes
Los rituales joma han sido llevados a cabo por sacerdotes brahmanes desde hace varios milenios.
| Ceremonia               |  | Propósito |
| aiushia joma            |  | para alejar las influencias malignas de la vida de un bebé apenas nace, asegurándole larga vida (aiush significa ‘salud’, como en la palabra aiurveda). |
| dhanwantari joma        |  | dedicado al dios de la salud Dhanwantari, para pedir la desaparición de una enfermedad |
| durga joma              |  | para proteger contra los enemigos |
| chandi joma             |  | para el éxito en todos los emprendimientos |
| ganapati joma           |  | para sortear obstáculos |
| gāyatrī joma            |  | para facilitar el pensamiento positivo y realizar buen karma |
| kritia parijarana       |  | para luchar contra la magia negra |
| laksmí kúbera joma      |  | para la riqueza y prosperidad material |
| mangala samskarana joma |  | para celebrar eventos auspiciosos; para obtener moksha (liberación de la reencarnación). |
| mritiunyaia joma        |  | (‘ritual que vence a la muerte’) para alejar situaciones que amenazan la vida tales como accidentes |
| navagraja joma          |  | para aplacar los «nueve planetas» y limitar las influencias malignas en el horóscopo personal (Yiotisha) |
| punia-javachana joma    |  | para nombrar un niño |
| rudra (shiva) joma      |  | para liberarse de todas las influencias negativas |
| santhana gopala joma    |  | para bendecir a un niño |
| majadevi (sakti) joma   |  | para bendecir un matrimonio y para la felicidad marital de los esposos |
| sudarsaná chakrá joma   |  | para el éxito en un emprendimiento |
| vastu joma              |  | para bendecir la casa; para promover el Vastu shastra bueno (energía en los edificios, feng-shuí) |
| vidia joma              |  | para pedir bendiciones a la diosa Sarasvati (la diosa del conocimiento) y ayudar a un estudiante |
| virash joma             |  | ritos de purificación que forman parte de las ceremonias formales en la cual una persona toma los votos de renunciación (saniás), y se convierte en un monje saniasi. Los ritos de purificación del ritual joma virash se aplican a las ceremonias oficiales por las cuales un monje hinduista toma el voto de renuncia (sanniasa), convirtiéndose así en un saniasi. El procedimiento forma parte de la saniás diksha (ceremonia de iniciación monástica). Después del joma, el monje recibe de manos de su gurú la túnica naranja (u ocre), la ropa característica de los monjes hinduistas. |
| vishua shanti joma      |  | por la paz mundial |

## En el budismo japonés esotérico

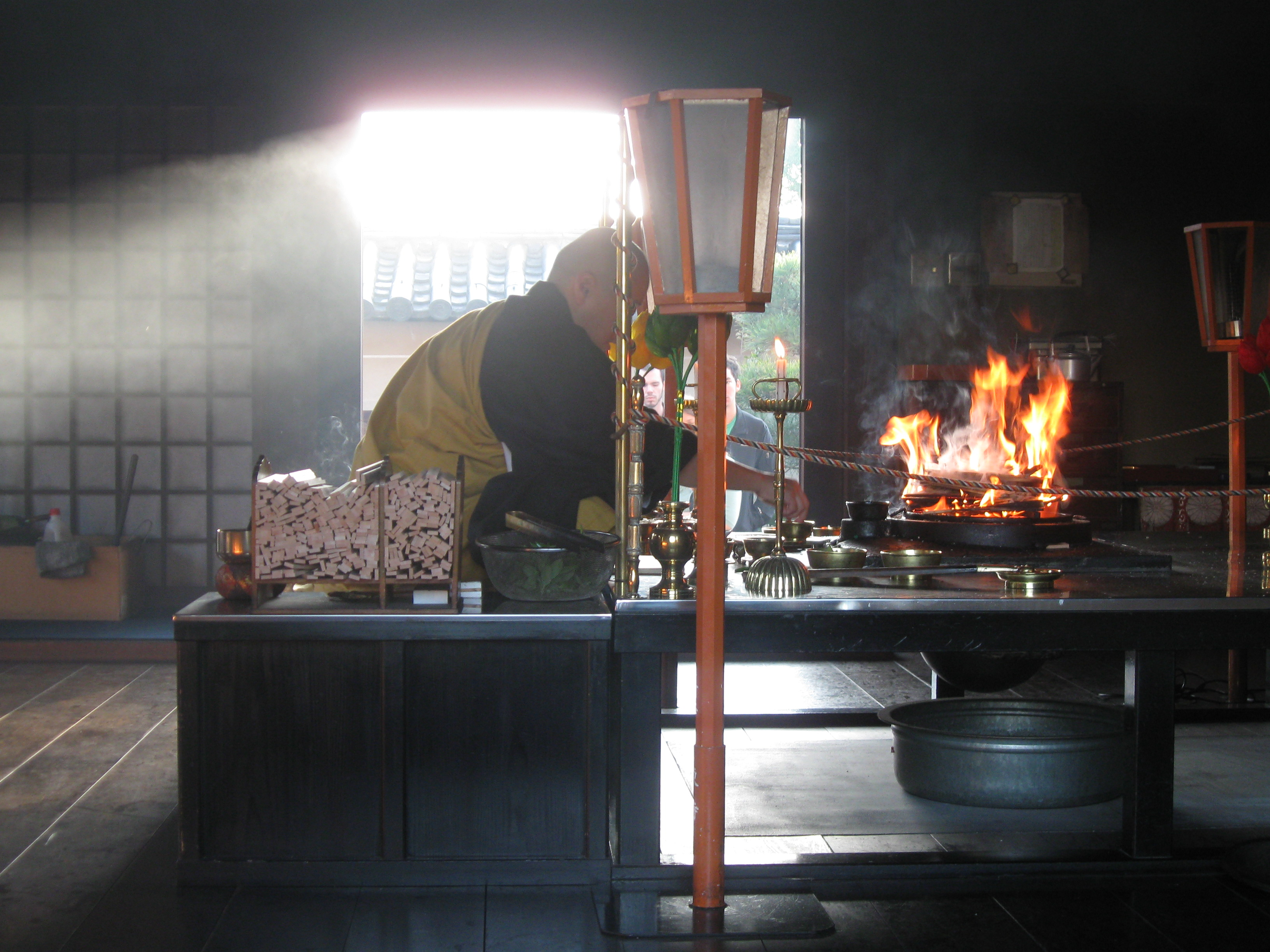
Monjes budistas shingon suelen realizar el ritual joma por la mañana con ofrendas de oraciones y madera.

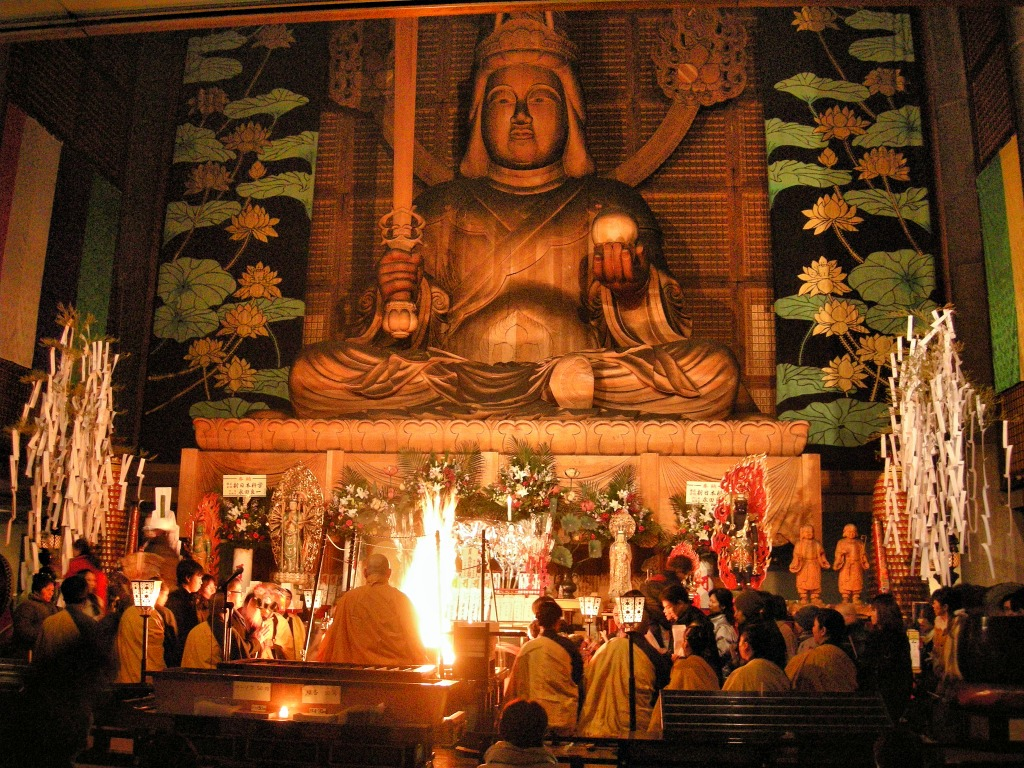
saifukuji

El ritual de fuego consagrado joma (護, 摩: goma) se practica también en el esotérico budismo vajrayāna y es quizás también el ritual con mayor mística. Deriva del ritual védico agni-jotra ―una variedad de ritual joma― y es llevado a cabo por sacerdotes calificados y acharyas en beneficio de una persona, del rey, o de todos los seres vivos en general. Se cree que el fuego consagrado tiene un gran efecto purificador en el plano espiritual. La deidad central invocada en este ritual suele ser Achalanatha (Fudo Myoo 不 动 明王, lit. "rey de sabiduría inamovible"). El ritual se realiza con la finalidad de destruir las energías negativas, los pensamientos negativos y deseos, y para presentar solicitudes seculares y bendiciones, que se presentan en forma de trozos de madera con oraciones escritas por individuos y selladas con la sílaba Acalanatha semilla.
En la mayoría de los templos Shingon, este ritual se lleva a cabo diariamente por la mañana o por la tarde, y es un requisito para todos los acaryas aprender este ritual al ingresar al sacerdocio. Las grandes ceremonias a menudo incluyen el batir constante de tambores taiko y el canto en masa del mantra de Acalanatha por sacerdotes y practicantes laicos. Las llamas a veces puede llegar a unos pocos metros de altura. La combinación de elementos visuales del ritual y los sonidos pueden inducir trance y resultar en una experiencia profunda.